# Самарская улица (Самара)
Сама́рская у́лица — улица в Ленинском и Самарском районах города Самары. Первое название — Мечетная.
Начинается на берегу реки Самара. Пересекается с улицами Пионерской, Венцека, Ленинградской, Некрасовской, Льва Толстого, Красноармейской, Рабочей, Вилоновской, Ульяновской, Ярмарочной (здесь прилегает Самарская площадь), Маяковского, Чкалова и заканчивается на улице Полевой.

## Здания и сооружения

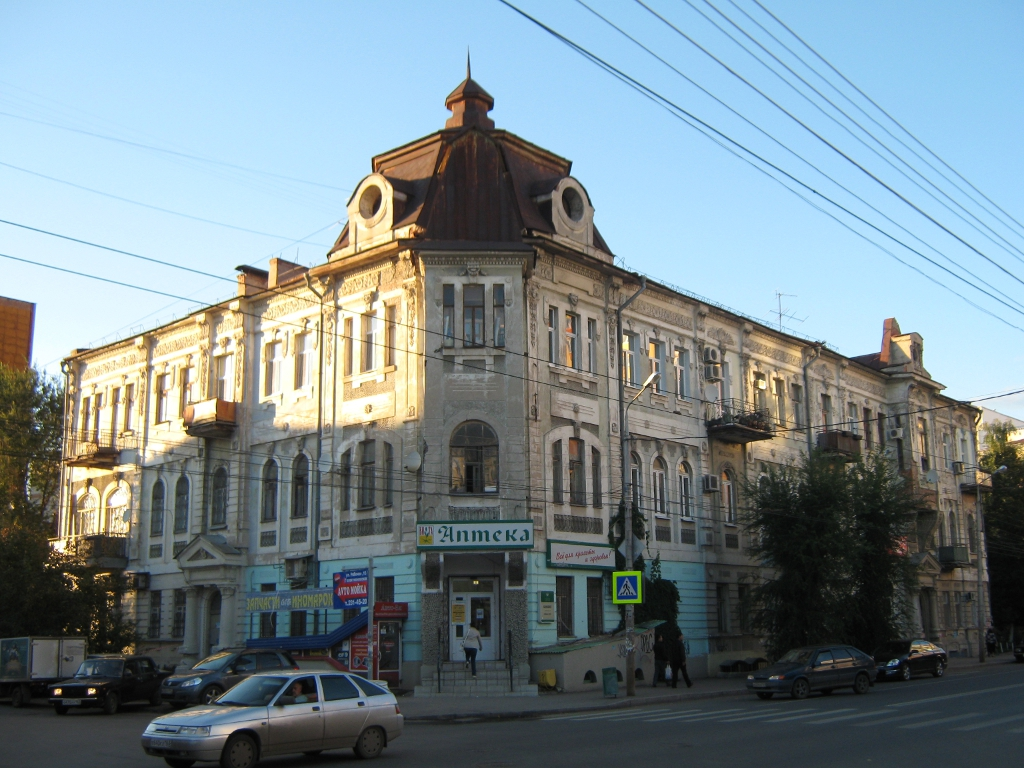
Дом Гринберга. Ул. Самарская, 138. Объект культурного наследия № 6300289000.

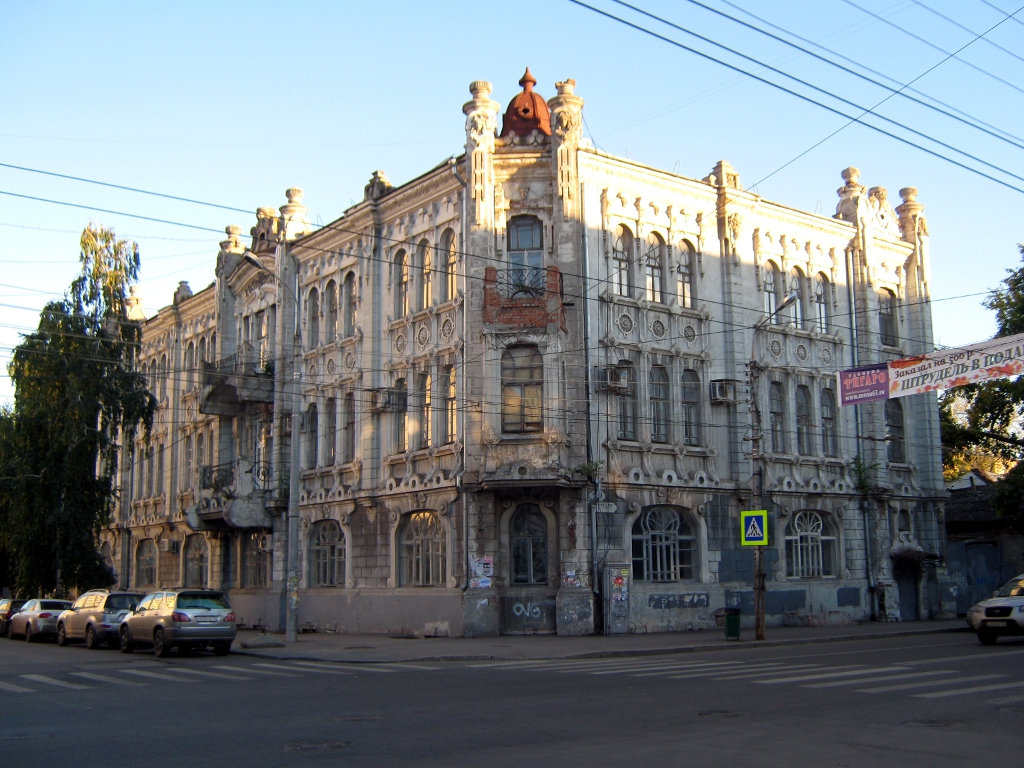
Дом Нуйчева. Ул. Самарская, 149 (Рабочая, 19). Объект культурного наследия № 6300091000.

На Самарской улице много старых деревянных домов, так как до революции улицу заселяли люди со средним достатком.
- № 81, литера А — Дом купчихи А. В. Давыдовой, построен до 1902 года (Объект культурного наследия, памятник градостроительства и архитектуры, регистрационный номер 631510281180005)[2].
- № 95 — бывший ресторан «Аквариум», построенный в 1914 году по проекту самарского архитектора Михаила Ивановича Квятковского[3]. В настоящее время завершена реконструкция под современное использование. После реконструкции в здании расположится Самарский театр кукол[4].
- № 99 — офисное здание, ресторан.
- № 106 (на углу с Красноармейской улицей) — бывший дом купца Ивана Левина, примечателен как образец деревянной резьбы, характерной в прошлом для самарской архитектуры[5][6].
- № 138 — «дом Гринберга», 1903 г, арх. З. В. Клейнерман[1], архитектурная эклектика[7] Памятник градостроительства и архитектуры, регистрационный номер 631510303440005[8].
- № 149 — размещалась женская гимназия сестер Харитоновых[9][1][10]. Доходный дом подрядчика Алексея Фёдоровича Нуйчева, построен в 1904 году по проекту архитектора М. И. Квятковского. Дом имеет все внешние признаки модерна, примечателен богатым скульптурным нарядом: атланты, слоники, бабочки, вазоны, маски[11]. Памятник архитектуры местного значения.[12] Сегодня в здании размещается Самарский технический лицей[13].
- № 179 — собственный дом архитектора А. У. Зеленко, построенный в 1902 году (по другим данным  в 1900[14]). Высокий фронтон, тонко прорисованные архитектурные детали, колонна из известняка, поддерживающая балкон, парадный вход. Сегодня в здании размещается Самарская региональная организация Союза журналистов России. Объект культурного наследия регионального значения (только главное здание имеет статус, без флигелей).
- № 182, литера А — полукаменное двухэтажное здание в русском стиле, с эркером, постройки конца XIX в. Памятник градостроительства и архитектуры регионального значения (регистрационный номер 631410078550005)[15].
- № 203 — 5-этажный жилой дом 1958 года постройки. Кирпичный, с железобетонными перекрытиями. Нижний этаж нежилой: магазины, кафе, Общественная приёмная Администрации Ленинского района[16]. На доме установлена мемориальная доска: здесь жил и работал классик чувашской литературы В. З. Иванов-Паймен.
- № 203 литера Б — центральное здание композиции Самарской площади. На этом месте планировалось построить многоэтажный административно-жилой дом Куйбышевского филиала «Гидропроекта» и «Куйбышевэнерго», но проект был реализован в сильно сокращённом виде: этажность здания сократилась с 14 до 6[17]. Сейчас в здании размещается Арбитражный суд Самарской области.
- № 207 — 10-этажный кирпичный дом 1999 года постройки. Нижние этажи офисные (Сбербанк и пр.), верхние жилые.
- № 207, литера А — дом Маштакова, деревянное двухэтажное здание построено по проекту архитектора А. Щербачёва, предположительно в 1906 году. Эклектика, с декоративными башенками. Памятник архитектуры регионального значения. Дом длительное время находился в законсервированном состоянии, ожидая реставрации[18]. В 2021 году начата реставрация, в 2022 восстановлены печи[19]. В декабре 2022 года в отреставрированном доме Маштакова открылся музей-галерея «Заварка»[20][21].

### Утраченные здания
- Дом с эркером стоял на углу Самарской и Красноармейской улиц, в советское время имел адрес: Красноармейская, 32. Как и дом купца Левина, стоявший по диагонали от него (через перекрёсток) был богато украшен деревянной резьбой[5][6][22][23].

- № 161 — двухэтажный дом Марии Тимрот, жены надворного советника. Построен в 1899 году. Ваган Каркарьян писал о нём: «Асимметричный, обшитый тёсом, со скошенным углом дом. Прямоугольные в плане эркеры с шатровыми крышами, увенчанными шпилями, поддерживаются деревянными консолями». На его месте сейчас современный высотный дом, нижняя часть фасада которого выполнена с имитацией фасада дома Тимрот.

## Транспорт
По Самарской улице проходят 6 и 16 маршруты троллейбусов, а также муниципальные автобусные маршруты: 2, 3, 5д, 5к, 11, 23, 41, 47, 50; и коммерческие автобусные маршруты: 46, 48д, 105, 109д, 114, 118, 119, 127, 128, 140, 177, 397.

## Почтовые индексы
- 443001
- 443010
- 443020[25]